# Cheilosia wisconsinensis
Cheilosia wisconsinensis är en tvåvingeart som beskrevs av Fluke och Hull 1947. Cheilosia wisconsinensis ingår i släktet örtblomflugor, och familjen blomflugor. Inga underarter finns listade i Catalogue of Life.